# NGC 2997
NGC 2997 é uma galáxia espiral localizada a cerca de cinquenta e cinco milhões de anos-luz (16,86 megaparsecs) de distância na direção da constelação da Máquina Pneumática. Possui uma magnitude aparente de +11,2, uma declinação de -31° 11' 25" e uma ascensão reta de 9 horas, 45 minutos e 38,5 segundos.
A galáxia NGC 2997 se afasta de nós a uma velocidade aproximada de 1100 km/s. O núcleo galáctico encontra-se rodeado por uma cadeia de nuvens quentes gigantes de hidrogênio ionizado.